# 平清经

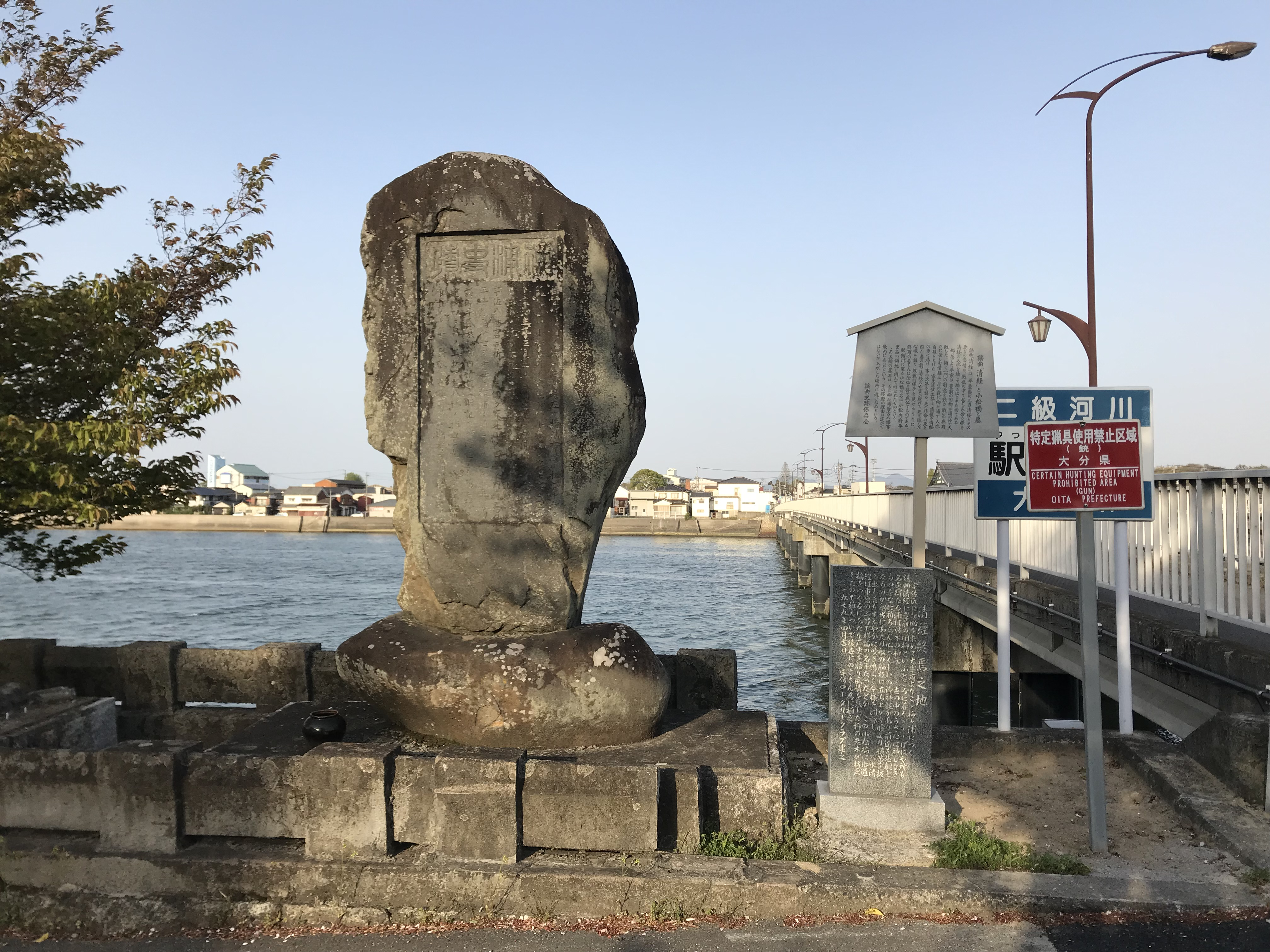
平清經供養塔（大分縣宇佐市）

平清经（1163年（长宽元年）—1183年（寿永二年））是日本平安时代后期的一位武士，出身伊势平氏。小松内大臣平重盛第三子，母正室藤原家成四女藤原经子。同母弟平有盛、平师盛和平忠房，异母兄平维盛、平资盛，异母弟平宗实。极官为正四位下·左近卫权中将。

## 人物生平
平清经出生于平家稳步走向鼎盛的时期，作为平家的一员成长。安元二年（1176年）三月，后白河法皇举行五十岁寿宴，清经在这场宴会上担任左舞人。同年，作为平家与后白河法皇之间的桥梁的法皇爱妃建春门院薨，平家与后白河法皇关系开始出现裂痕。
安元三年（1177年）六月，清经的舅舅藤原成亲参与谋划了打倒平家的“鹿谷阴谋”事件。事件败露后，藤原成亲被流放，终客死异乡。治承3年（1179年），清经之父亲平重盛亦去世。后白河法皇擅自将赐给重盛多年的知行国越前国收回，导致平家与后白河法皇的关系完全破裂，清盛发动政变（治承三年之变）流放了许多反平氏的公卿，更囚禁法皇，迁都福原。
清盛的举动引发公卿贵族们的强烈反抗。治承4年（1180年），后白河法皇的第二皇子以仁王与源赖政联手起兵反抗平家。清经作为平家的大将，与叔公、叔父、兄长等参与了这次行动，顺利平息反叛。
同治承4年冬，美浓源氏举兵。平家以清经的叔父平知盛为主将，清经则和兄长资盛为副将，跟随出征。治承5年（1181年），平家的领袖平清盛去世。同年，平家以清经的叔父平重衡为主将，清经为副将，在墨俣川之战中打败源行家。
寿永元年（1182年），清经的叔父平宗盛规划了一个针对全国各地的作战计划，当时清经与异母兄平维盛被安排负责东山道和东海道。不过，这个计划最终没有实行。
寿永二年（1183年）4月，清经被选为石清水八幡临时祭的敕使。不久后平家即于俱利迦罗之战中惨败于木曾义仲军，京城即将失守。平家一门在平宗盛的带领下弃都西逃，前往九州。然而九州当地豪族绪方惟义等将他们驱逐，平家不得已在海上漂泊。
后来，据《平家物语》所载，绪方惟义本是清经之父重盛的下属的武士。被原本的下属追击而飘零于大海上的清经自觉前途无望，说出了“源氏已占领了都城，又叫维义从九州给撵了出来，我们全家就如落网之鱼，根本无处可逃，看来日子不长了。”这样的话。随后，他乘小舟至海上，在月夜下吹奏了几首笛曲，又吟诵了几首和歌、念了几段佛经后，纵身跳入大海。享年20岁。
后来，被捕回京的建礼门院平德子（清经的姑母）曾对后白河法皇说起清经的死是平家沉痛败亡的开始。

## 官历
- 仁安元年（1166年，3岁） 11月 叙从五位上(春宫宪仁亲王御给)[3]
- 仁安二年（1167年，4岁） 叙正五位下(女御平滋子御给)[4]
- 承安元年（1171年，8岁） 以前？ 侍从[5]
- 承安四年（1174年，11岁） 任左近卫权少将[6]
- 治承元年（1177年，14岁）以前 叙从四位下
- 治承二年（1178年，15岁）12月 叙从四位上[7]
- 治承三年（1179年，16岁） 6月 准许穿戴禁色[7]
- 治承四年（1180年，17岁） 1月 任伊予介
- 年月日未详，任正四位下左近卫权中将
- 寿永二年（1183年，20岁） 解官[8]

## 亲属
- 父：平重盛（1138——1179）内大臣
- 母：藤原经子 生卒年未详 藤原家成第四女，藤原成亲之妹，高仓天皇乳母，从三位典侍
- 妻：藤原成亲之女 生卒年未详